# Ramghat
Ramghat (nepalski: रामघाट) – gaun wikas samiti w zachodniej części Nepalu w strefie Bheri w dystrykcie Surkhet. Według nepalskiego spisu powszechnego z 2001 roku liczył on 1309 gospodarstw domowych i 6894 mieszkańców (3557 kobiet i 3337 mężczyzn).